# Arnaud Cordier
Pour les articles homonymes, voir Cordier (homonymie).
Arnaud Cordier, né le 26 novembre 1974 à Dijon, est un ingénieur et joueur de dames français.
Grand maître international, il a été dix-neuf fois champion de France de jeu de dames, depuis 1996, record inégalé, et troisième au championnat d'Europe de 2014.
En 2018, il a remporté toutes ses parties en première série du championnat de France.
Troisième aux Championnats d’Europe par équipes en 2021 avec Fidèle Nimbi et Kevin Machtelinck.
Il est actuellement joueur au Drancy damier Club, ayant commencé au club de Dijon, sous la direction d'Henry Cordier, son père, également champion de France en 1979. Mari d’Isabelle Montourcy, il a un fils unique.